# Iron Mountain
Iron Mountain is een plaats (city) in de Amerikaanse staat Michigan, en valt bestuurlijk gezien onder Dickinson County.

## Demografie
Bij de volkstelling in 2000 werd het aantal inwoners vastgesteld op 8154.
In 2006 is het aantal inwoners door het United States Census Bureau geschat op 7980, een daling van 174 (-2.1%).

## Geografie
Volgens het United States Census Bureau beslaat de plaats een oppervlakte van
20,2 km², waarvan 18,6 km² land en 1,6 km² water. Iron Mountain ligt op ongeveer 347 m boven zeeniveau.

## Plaatsen in de nabije omgeving
De onderstaande figuur toont nabijgelegen plaatsen in een straal van 36 km rond Iron Mountain.